# 新屋村 (龍躍頭)

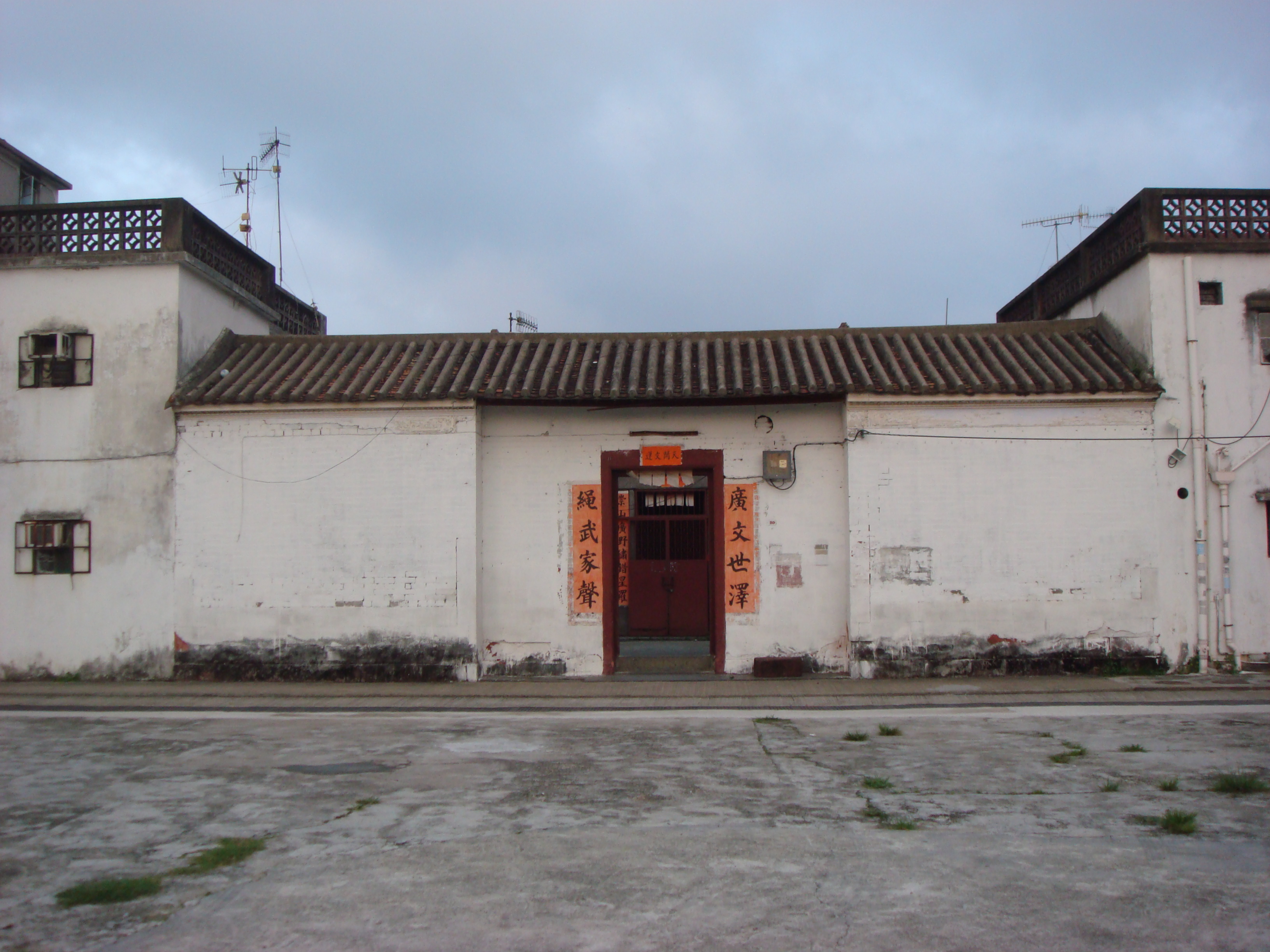
新屋村內的善述書室

新屋村（英語：San Uk Tsuen）是香港的一條鄉村，位於北區粉嶺龍躍頭。它是鄧氏族人於龍躍頭建立的11條鄉村（合稱龍躍頭「五圍六村」）之一。

## 特色
新屋村內的善述書室被評為一級歷史建築。

## 外部連結
- 古物古蹟辦事處「香港傳統中式建築資訊系統」：新屋村
- 古物諮詢委員會關於善述書室的簡要文件（圖片）

22°30′15″N 114°08′55″E / 22.504282°N 114.148562°E